# Pecora
Pecora este un infraordin al subordinului Ruminantia.